# SliTaz GNU/Linux
Slitaz GNU/Linux este o distribuție Linux 'light' care ocupă în jur de 80 MB și 20 MB ca ISO. Incepând cu luna aprilie 2008 este cea mai mică distribuție Linux disponibilă până la ora actuală .
SliTaz înseamnă "Simple Light Incredible Temporary Autonomous Zone" iar 't'-ul este accentuat pentru a scoate în evidență că distribuția a fost creată cu programul Tazwok.
SliTaz poate funcționa de pe CD sau un dispozitiv USB flash drive. Desktop-ul este bazat pe sistemul JWM(în curând LXDE). Sistemul se încarcă complet în memoria RAM și are opțiunea de a se putea instala pe hard disc.
Acest sistem este asemănător cu DSL oarecum este mai mic și kernel-ul este mai nou(2.6).

## Aplicații pre-instalate
Browser web : Mozilla Firefox
Client IRC
gFTP pentru upload-uri de tip FTP
Alsaplayer
Gparted
Și mai multe. În total acest sistem are mai mult de 440 de pachete.